# نیتروفورازون
نیتروفورازون (به انگلیسی: Nitrofurazone) یک آنتی‌بیوتیک است که به‌صورت موضعی در سوختگی‌های درجهٔ دو و سه، زخم‌ها و عفونت‌های پوستی و برای آماده ساختن موضع برای پیوند پوست مصرف می‌شود.

## مکانیسم اثر
نیتروفورازون یک مشتق نیتروفوران با طیف اثر ضدمیکروبی گسترده‌است، که چندین آنزیم باکتریایی دخیل در تجزیه هوازی و غیرهوازی گلوکز و پیرووات از قبیل پیرووات دهیدروژناز، سیترات سنتتاز، مالات دهیدروژناز، گلوتاتیون ردوکتاز و پیروات دکربوکسیلاز را مهار می‌کند. اما اثر ناچیزی بر سودوموناس آئروژینوزا دارد.

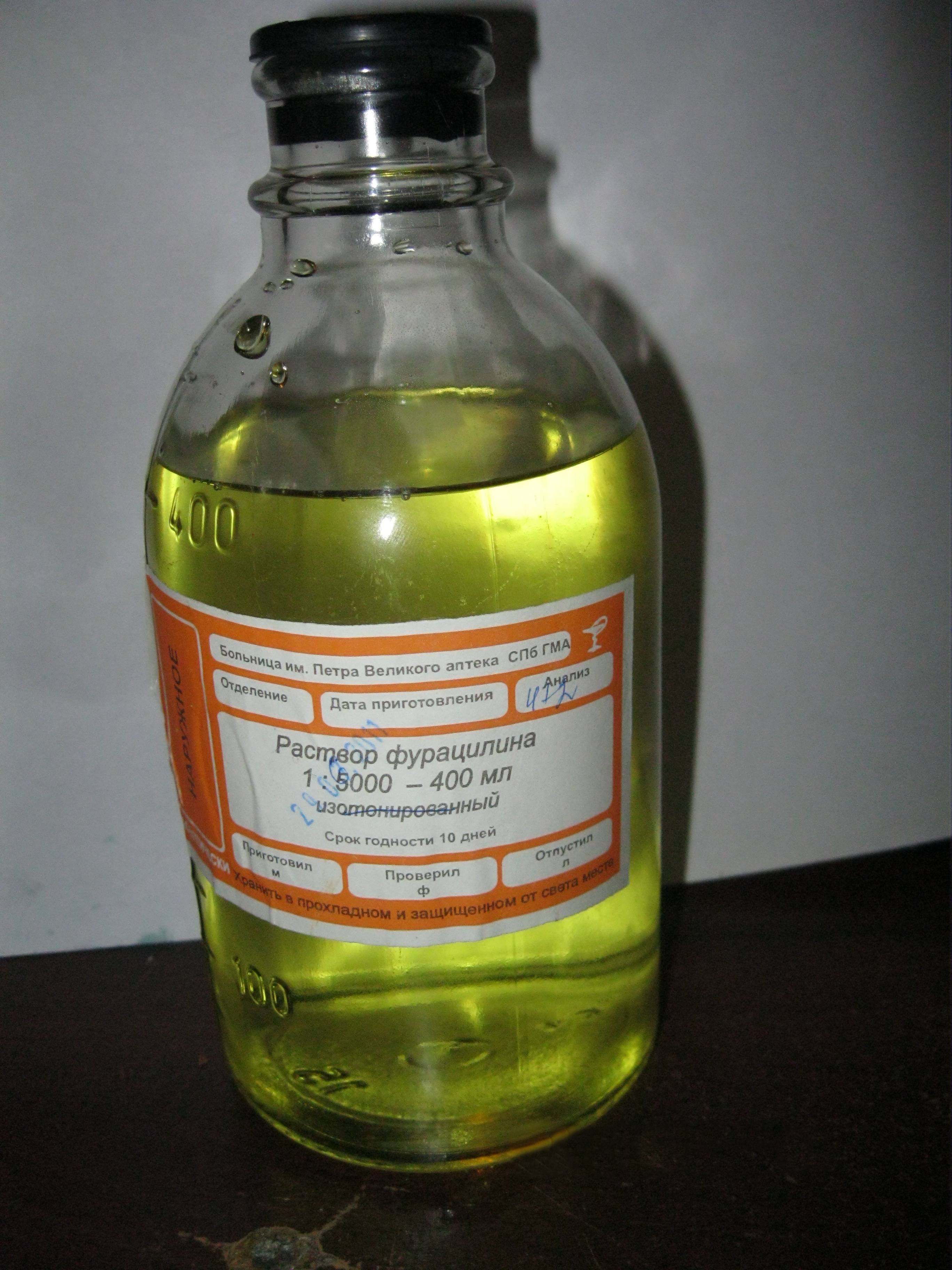

## عوارض جانبی
حساس شدن پوست و بروز واکنش‌های آلرژیک به ویژه درماتیت تماسی با مصرف این دارو گزارش شده‌است.